# Hors de prix
Hors de prix (Brasil: Amar... Não Tem Preço / Portugal: Inatingível) é um filme francês de comédia romântica de 2006 dirigida por Pierre Salvadori e estrelada por Audrey Tautou e Gad Elmaleh. O filme é de acordo com seu diretor inspirado no filme de 1961 de Blake Edwards, Breakfast at Tiffany's.

## Sinopse
Jean (Gad Elmaleh) é um garçom/barman em um hotel de luxo. Irène (Audrey Tautou) é uma oportunista que convence homens ricos a financiar seu estilo de vida luxuoso em troca de companheirismo e sexo. Quando o amante idoso de Irène se embebeda e adormece no dia do seu aniversário, ela vai ao bar do hotel, onde presume que o barman está ausente e que Jean é um hóspede milionário. Em vez de corrigi-la, ele faz vários coquetéis impressionantes e eles se retiram, embriagados, para a suíte Imperial do hotel, onde passam a noite juntos. De manhã, Jean acorda e descobre que Irène se foi.
Um ano depois, Irène volta ao hotel com Jacques, que a pede em casamento. Irène fica surpresa ao ver Jean, e ele consegue esconder sua ocupação dela novamente. Jean e Irène voltam a dormir juntos, mas Jacques os vê e rompe o noivado. Irène vai até Jean, fingindo que desistiu de Jacques para ficar com ele, mas enquanto eles estão deitados na cama juntos, eles são descobertos por convidados e funcionários na suíte Imperial. Quando Irène descobre quem Jean realmente é, ela sai. No entanto, Jean agora está apaixonado e a segue, encontrando-a na Côte d'Azur. Perseguindo-a, ele gasta todo o dinheiro em seu nome para pagar por sua presença, incluindo suas economias e plano de pensão, até que ele usa seu euro final por "mais 10 segundos" para olhar nos olhos dela.
Irène o deixa por outro homem rico, e Jean fica com uma conta de hotel que ele não pode pagar. Felizmente, Jean é resgatada por uma viúva rica, Madeleine, que paga suas contas em troca de sua companhia. Irène esbarra nele novamente com outro amante, Gilles. Ela está com um pouco de ciúme, mas agora que eles são "iguais", ela ensina a Jean os truques de cavar ouro. Seguindo o conselho dela, ele logo consegue um relógio de €30.000 de Madeleine, depois que ela o forçou a fazer uma cirurgia plástica na orelha. Em uma maratona de compras, Irène encontra Jean e timidamente oferece a ele o euro por "mais 10 segundos".
Jean continua a se provar um hábil gigolô. Ele e Irène fogem de seus clientes sempre que podem, apaixonando-se no processo. Na manhã da partida de Irène para Veneza, Gilles pega Irène e Jean se beijando na varanda do quarto do hotel.
Furioso, Gilles deixa Irène no hotel com nada além de um sarongue e o maiô que ela está vestindo. Jean vende seu relógio para comprar a Irène uma semana de estadia no hotel e um lindo vestido de noite. Ele também a convida para uma festa. Madeleine a princípio fica chateada com Jean por ela ter vendido seu relógio, mas Jean a acalma dando a ela um par de brincos. Ele afirma que penhorou o relógio para comprar um presente para Madeleine e ela está satisfeita.
Na festa daquela noite, Irène vê Jacques novamente, mas com uma nova namorada, Agnès. Enquanto roubava uma dança com Jean, Irène trama um plano para reconquistar Jacques, com a ajuda de Jean. Jean concorda em jogar junto e é dispensada por Madeleine no processo. No entanto, ele convence Agnès de que é um príncipe e a seduz para longe de Jacques, dando a Irène a chance de roubar Jacques. No entanto, quando Irène vê Jean com Agnès na varanda, ela percebe que ama Jean. Ela foge de Jacques e declara seu amor, abandonando sua busca por um estilo de vida luxuoso. O filme termina com Irène e Jean descalços indo para a Itália em sua scooter, usando a moeda de euro como pedágio.

## Elenco
- Audrey Tautou como Irène Mercier
- Gad Elmaleh como Jean Simon
- Marie-Christine Adam como Madeleine
- Vernon Dobtcheff como Jacques
- Jacques Spiesser como Gilles
- Annelise Hesme como Agnès

## Recepção crítica
Rotten Tomatoes informou que 82% dos críticos deram ao filme resenhas positivas, com base em 72 resenhas. Metacritic relatou que o filme teve uma pontuação média de 72 em 100, com base em 20 críticas, indicando "críticas geralmente favoráveis".